# Gniła Obra
Gniła Obra (także Leniwa Obra) – rzeka w województwie lubuskim, prawy dopływ Obrzycy. Źródła rzeki znajdują się na północny zachód od Brójec.
Dolina Leniwej Obry objęta jest ochroną w postaci obszaru Natura 2000 „Dolina Leniwej Obry”.

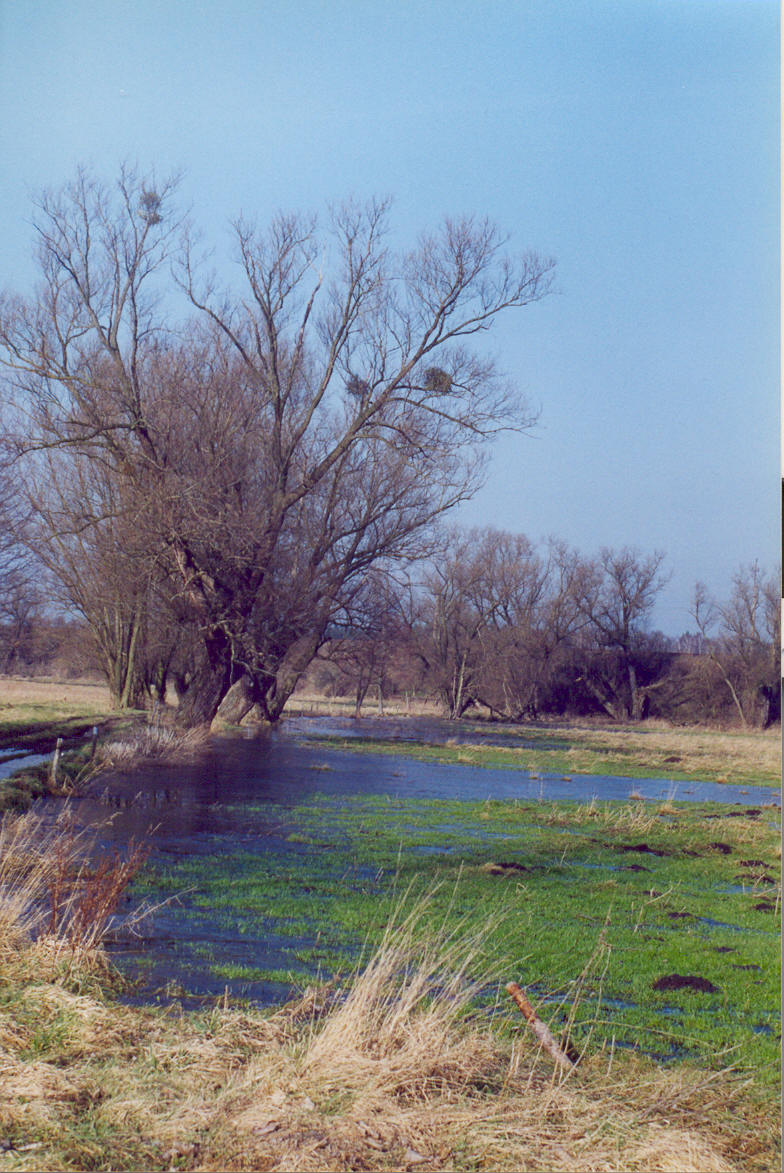
Podmokłe łąki w dolinie Leniwej Obry

Znaczną powierzchnię zajmują ekstensywnie użytkowane lub porzucone łąki ostrożeniowe, rajgrasowe i trzęślicowe, będące siedliskiem m.in. takich gatunków roślin jak mieczyk dachówkowaty, goździk pyszny, storczyk kukawka, kukułka plamista, kukułka krwista, kruszczyk błotny, oman wierzbolistny. Zachowały się tu też zbliżone do naturalnych łęgi olszowe i jesionowe oraz grądy z lilią złotogłów, śnieżyczką przebiśnieg, buławnikiem czerwonym, podkolanem białym i wawrzynkiem wilczełyko. W dolinie występuje też wiele rzadkich gatunków ptaków, takich jak orlik krzykliwy czy żuraw.